# Babworth
Babworth är en ort och civil parish i Storbritannien.   Den ligger i grevskapet Nottinghamshire och riksdelen England, i den sydöstra delen av landet, 210 km norr om huvudstaden London. Babworth ligger 22 meter över havet och antalet invånare är 1 329.
Terrängen runt Babworth är platt. Runt Babworth är det ganska tätbefolkat, med 172 invånare per kvadratkilometer. Närmaste större samhälle är Retford, 2,2 km öster om Babworth. Trakten runt Babworth består till största delen av jordbruksmark.